# Чо Сон Хва
Чо Сон Хва (кор. 조선화; род. 16 февраля 1990, Пхеньян) — северокорейский боксёр. Призёр чемпионата мира 2018 года и летних Азиатских игр 2018 года. Член сборной КНДР по боксу.

## Карьера
Победительница национального чемпионата в весовой категории до 60 кг (2017 год).
На Азиатских играх 2018 года корейская спортсменка уступила в финале китайской спортсменке Инь Цзюньхуа и завоевала серебряную медаль престижного континентального соревнования.
На 10-м чемпионате мира по боксу среди женщин в Индии в поединке 1/2 финала 23 ноября 2018 года северокорейская спортсменка встретилась с индийской атлеткой Сония Чахал, уступила ей и завершила выступление на мировом первенстве, завоевав бронзовую медаль.